# Afrique du Sud aux Jeux olympiques d'été de 1948
L’Union d'Afrique du Sud participe aux Jeux olympiques de 1948 organisés à Londres, au Royaume-Uni. La délégation sud-africaine remporte quatre médailles toutes conquises  par ses boxeurs qui remportent 2 titres olympiques en Poids légers et Poids mi-lourds.

## Tous les médaillés
| Médaille           | Nom             | Sport | Épreuve                  |
| ------------------ | --------------- | ----- | ------------------------ |
| Médaille d'or      | Gerald Dreyer   | Boxe  | Poids légers (-62 kg)    |
| Médaille d'or      | George Hunter   | Boxe  | Poids mi-lourds (-80 kg) |
| Médaille d'argent  | Dennis Shepherd | Boxe  | Poids plumes (-58 kg)    |
| Médaille de bronze | John Arthur     | Boxe  | Poids lourds (+80 kg)    |

## Sources
- (fr) Bilan de l'année 1948 sur le site du Comité international olympique
- (en) Bilan complet de l’Afrique du Sud sur le site olympedia.org